# Kieran Govers
Kieran Govers (Wollongong, 9 februari 1988) is een Australisch hockeyer.
Govers speelt sinds 2010 bij de Australische hockeyploeg. In dat jaar maakte hij deel uit van de selectie die Wereldkampioen werd. Hij nam met de ploeg ook deel aan de Olympische Spelen 2012, waar de bronzen medaille werd behaald. 
Govers speelde in de Australian Hockey League voor de NSW Warttahs en de Albion Park Men's Hockey Club en speelt momenteel in Duitsland voor Mannheimer HC.

## Belangrijke resultaten
- 2010  WK hockey te New Delhi (Ind)
- 2010  Champions Trophy te Mönchengladbach (Dui)
- 2012  Olympische Spelen te Londen (Eng)
- 2012  Champions Trophy te Melbourne (Aus)